# Carukia barnesi
Carukia barnesi — вид тихоокеанских кубомедуз из семейства Carukiidae, представитель медуз ируканджи. В длину не превышает 30 миллиметров. Считается необычайно ядовитой. Обитает преимущественно в водах Австралии. Но некоторым данным, потепление приводит к постепенному распространению вида в водах Мирового океана. Описан в 1967 году австралийским зоологом Рональдом Верноном Саукоттом (1918—1998). Назван по фамилии австралийского доктора Джека Барнса, поймавшего в 1961 году медузу в Кэрнсе в Квинсленде и испытавшего её яд на себе, своём 9-летнем сыне и добровольце-спасателе. Доктор составил подробное описание медузы и симптомов действия яда. Яд при действии на человека вызывает целую цепь паралитических эффектов (таких как сильная головная боль, боли в спине, мышечные боли, боли в области живота и таза, тошнота и рвота, потливость, беспокойство, гипертония, тахикардия и отёк легких), называемых синдром Ируканджи, в отдельных случаях способных привести к смерти.